# الحكم النمساوي المجري للبوسنة والهرسك
الحكم النمساوي المجري للبوسنة والهرسك هو حكم الإمبراطورية النمساوية المجرية للبوسنة والهرسك في 1878 عندما وافقت معاهدة برلين على احتلال ولاية البوسنة، والتي بقيت رسميًا جزءًا من الدولة العثمانية. بعد ثلاثة عقود، في 1908، افتعلت الإمبراطورية النمساوية المجرية الأزمة البوسنية بالاستيلاء رسميًا على المنطقة المحتلة مؤسسةً بذلك الحكم المشترك للبوسنة والهرسك تحت سيطرة مشتركة من النمسا و‌المجر.

## التاريخ

### الاحتلال
بعد الحرب الروسية التركية (1877-1878)، في يونيو ويوليو 1878 أجرت القوى العظمى التحضيرات لعقد مؤتمر برلين. تمخّض عن معاهدة برلين بقاء البوسنة والهرسك اسميًا تحت سيادة الإمبراطورية العثمانية، لكن الإمبراطورية العثمانية تنازلت عنها بحكم الواقع لصالح الإمبراطورية النمساوية المجرية، والتي حصلت أيضًا على حق حامية سنجق نوفي بازار. ووفقًا للمادة 25:
تحتل الإمبراطورية النمساوية المجرية مقاطعات البوسنة والهرسك. نظرًا لعدم رغبة الإمبراطورية النمساوية المجرية في تولّي إدارة سنجق نوفي بازار، والذي يمتد بين صربيا والجبل الأسود في اتجاه الجنوب الشرقي إلى الجانب الآخر من ميتروفيتزا، ستواصل الإدارة العثمانية ممارسة مهامها هناك. ومع ذلك، من أجل ضمان الحفاظ على الوضع السياسي الجديد، فضلاً عن حرية وأمن الاتصالات، تحتفظ الإمبراطورية النمساوية الهنغارية  بحق الإبقاء على الحاميات وامتلاك طرق عسكرية وتجارية في كامل هذا الجزء من ولاية البوسنة القديمة. تحقيقًا لهذه الغاية، تحتفظ حكومتا الإمبراطورية النمساوية المجرية وتركيا بأنفسهما للتوصّل إلى تفاهم بشأن التفاصيل.
انخرط جيش الإمبراطورية النمساوية المجرية في حشد التعبئة الكبرى بهدف التحضير للهجوم على البوسنة والهرسك، وقاد بحلول نهاية يونيو 1878 قوة من 82113 جنديًا و13313 حصانًا و112 مدفعًا في فرقة المشاة السادسة، والسابعة والعشرين، والثامنة عشر، بالإضافة إلى الجيش الخلفي في مملكة دالماتيا. وكان القائد الرئيسي جوزيف فيليبوفيتش؛ وكانت فرقة المشاة الثامنة عشر إلى الأمام تحت قيادة ستيبان يوفانوفيتش، بينما كان قائد الجيش الخلفي في دالماتيا هو جافريلو روديتش. بدأ احتلال البوسنة والهرسك في 29 يوليو 1878 وانتهى في 20 أكتوبر.
كان الجيش العثماني في البوسنة والهرسك في ذلك الوقت يتألف من نحو 40 ألف جندي مع 77 مدفعًا، بالإضافة إلى الميليشيات المحلية التي بلغ قوامها 93 ألف رجل. واجهت القوات النمساوية المجرية أحيانًا مقاومة شرسة من عناصر تنتمي لكلٍ من المسلمين والأرثوذكس هناك، وحدثت معارك كبيرة بالقرب من سيتلوك وستولاك ولينو وكلوبوك. على الرغم من النكسات في ماغلاج وتوزلا، احتلت الإمبراطورية  سراييفو في أكتوبر 1878. بلغ عدد الإصابات النمساوية الهنغارية أكثر من 5000، وأدّت أعمال العنف غير المتوقعة للحملة إلى تبادل الاتهامات بين القادة والزعماء السياسيين. كانت المقاومة الشرسة من المسلمين أمرًا متوقعًا بعد أن أدرك المجريون النمساويون أن احتلالهم يعني فقدان المسلمين البوسنيين لمكانتهم المتميّزة على أساس دينهم.
استمرّت التوترات بالظهور في أجزاء معينة من البلاد (خاصةً الهرسك) وحدثت هجرة جماعية للمنشقين الذين كانوا في غالبيتهم مسلمين. ومع ذلك، جرى الوصول إلى حالة من الاستقرار النسبي في وقتٍ قريب بما فيه الكفاية، وتمكّنت السلطات النمساوية الهنغارية من البدء بتنفيذ عدد من الإصلاحات الاجتماعية والإدارية التي تهدف إلى تحويل البوسنة والهرسك إلى «مستعمرة نموذجية». بهدف إنشاء المقاطعة كنموذج سياسي مستقر يساعد على تبديد القومية السلافية الجنوبية المتصاعدة، فعل حكم هابسبورغ الكثير لتقنين القوانين، بهدف إحداث ممارسات سياسية جديدة، وبصفة عامة لتوفير التحديث.

### العلاقات الإثنية
دعت الإدارة النمساوية الهنغارية إلى المثل الأعلى لدولة بوسنية قائمة على التعددية والتعددية الدينية. صادق وزير المالية الإمبراطوري المشترك والمدير المعتمد من قبل فيينا في البوسنة بيني كالي على القومية البوسنية في صورة بوشناشتفو (‹‹البوسنية››) بهدف إلهام شعب البوسنة «بالشعور بأنهم ينتمون إلى أمّة عظيمة وقوية» ونظر إلى البوسنيين على أنهم «يتحدثون اللغة البوسنية وينقسمون إلى ثلاث ديانات متساوية في الحقوق». بين عامي 1861 و1869، سعى توبال عثمان باشا، وهو وزير عثماني كبير، إلى تحقيق ذات الغاية.
من ناحية، حاولت هذه السياسات عزل البوسنة والهرسك عن جيرانها الوحدويين (صربيا الأرثوذكسية، كرواتيا الكاثوليكية، والإمبراطورية العثمانية المسلمة) وتهميش الأفكار المتداولة بالفعل عن القومية الصربية والكرواتية بين المجتمعات الأرثوذكسية والكاثوليكية في البوسنة، على التوالي. من ناحية أخرى، استخدم مسؤولو هابسبورغ على وجه التحديد الأفكار الحالية للأمة (وخاصة الفولكلور والرمزية البوسنية) من أجل الترويج لنسختهم الخاصة من الوطنية البوسنية (Bošnjak) التي تتماشى مع الولاء لدولة هابسبورغ. لذلك، لا يمكن وصف سياسات هابسبورغ على أنها مناهضة للقومية، بل إنها تكرّس أسلوبها الخاص للقوميات المؤيدة للإمبريالية. كان لهذه السياسة نتائج متباينة. وعمومًا، تجاهل معظم السياسيون الصرب والكروات السياسة أو عارضوها في النهاية، لكن السياسيين الصرب والكروات حاولوا وفشلوا في تأمين ولاء الدوائر الانتخابية البوسنية المسلمة. وفي الوقت نفسه، عمل المسؤولون النمساويون المجريون بنشاط للترويج للبوسنة والهرسك باعتبارها أراضي تاج جديد ومزدهر. نشر مسؤولو هابسبورغ العديد من المعروضات حول تاريخ البوسنة والفولكلور والآثار، مع تقديم فنانين مثل ألفونس موتشا في الجناح البوسني في معرض باريس عام 1900.
أصبحت فكرة الدولة السلافية الجنوبية الموحّدة (التي كان يُتوقع  أن تقودها مملكة صربيا المستقلة) أيديولوجية سياسية شعبية في المنطقة في هذا الوقت، بما في ذلك البوسنة والهرسك.
نشرت بعض الدوائر الإسلامية في البوسنة والهرسك صحيفة بوشناك («البوسنية»). تسبّبت هذه الصحيفة في إثارة مناقشات عنيفة في البوسنة والهرسك وكرواتيا وصربيا. أيّدت الصحيفة سياسة كالاي، التي كان هدفها تعزيز الحكم الهنغاري النمساوي في البوسنة والهرسك المحتلة. على الرغم من أن سياسة كالاي لم تكن مقبولة على نطاق واسع حتى بين المسلمين، إلا أن صحيفة بوشناك كانت تمثّل الطموحات الوطنية لبعض المسلمين في البوسنة والهرسك.
هُزمت سياسة كالاي أخيرًا بين عامي 1896 و1899، عندما دعا الصرب البوسنيون والمسلمون إلى الاستقلال الديني والتعليمي. كان لسياسة كالاي بعض الإمكانيات لمقاومة التطلعات الوطنية الكرواتية والصربية، ولكن بعد عامي 1899 و1900 لم يكن لسياسته المتعلقة بالترويج للهوية البوسنية أي تأثير كبير.
بعد وفاة كلاي، هُجرت هذه السياسة. بحلول عام 1905، كانت القومية عاملًا مكملًا للسياسة البوسنية، إذ كانت الأحزاب السياسية الوطنية تقابل المجموعات الثلاث التي تهيمن على الانتخابات.
بعد فترة وجيزة من احتلال الإمبراطورية النمساوية المجرية للبوسنة والهرسك في عام 1878، أخضعت الحكومة الأنشطة والمؤسسات الدينية في المنطقة لسيادتها. وأصدرت السلطات النمساوية الهنغارية الأنظمة التي جعلت رجال الدين المسلمين النمساويين الهنغاريين موظفين لدى الدولة، ويجب الاستجابة لهم حصرًا.
كان هذا القرار يهدف إلى عزل المسلمين البوسنيين عن الإمبراطورية العثمانية، ورجال الدين الذين كانوا يتبعون السلطان. كان المسلمون غير راضين إلى حد كبير عن وضعهم الجديد، وشكّلوا معارضةً سياسية إسلامية. طالبت هذه المعارضة الإسلامية، في البداية، بالاستقلال الديني للمسلمين عن الإمبراطورية المساوية المجرية، ولكن فيما بعد، كلما ازدادت المعارضة قوّة، طالبوا بالحكم الذاتي من الإمبراطورية العثمانية. حاولت المعارضة الإسلامية الانضمام إلى الصرب، الذين كانوا يطالبون أيضًا بالحكم الذاتي الديني والتعليمي. لكن العلاقات الزراعية التي لم تُحل بين القيادة الإسلامية والصرب كانت عقبةً أمام أي تحالفٍ بالغ الأثر. أما التحالف الذي شُكل كان مجرّد تحالفٍ تكتيكيٍ وحسب. في وقت لاحق، أكدت القيادة الإسلامية على السيادة العثمانية على البوسنة والهرسك، وطالبت بالحق في تنظيم نشاطها الديني تحت رعاية شيخ الإسلام في الإمبراطورية العثمانية.
مع وفاة كالاي في عام 1903، تحرّر الوضع في البوسنة والهرسك. تحوّلت الحركات الوطنية في البوسنة والهرسك إلى أحزاب سياسية. أسّس المسلمون المنظمة الوطنية الإسلامية (أم أن أو) في عام 1906، وشكّل الصرب المنظمة الوطنية الصربية (أس أن أو) في عام 1907، وشكل الكروات الاتحاد الوطني الكرواتي (أتش أن زد) في عام 1908. كان هناك حزب كرواتي هام آخر، على الرغم من أنه كان أقل تمثيلًا في ذلك الحين في الاتحاد الوطني الكرواتي (أتش أن زد)، هو الرابطة الكاثوليكية الكرواتية (أتش كيو يو).